# Vivianitcsoport
A vivianitcsoport a monoklin kristályredszerben előforduló arzenátokat és foszfátokat foglalja magában.
Általános képletük: A3(ZO4)2x8H2O.
Ahol:
- A = Co, Fe, Mg, Mn, Ni, Zn;
- Z = As, P.

A csoport elnevezését John Henry Vivian) angol minerológusról kapta, aki elsőként határozta meg tagjait.

## A vivianitcsoport tagjai
- Annabergit Ni3(AsO4)2x8H2O.
- Arupit Ni3(PO4)2x8H2O.
- Baricit (Mg,Fe2+)3(PO4)2x8H2O.
- Bobierit Mg3(PO4)2x8H2O.
- Cattit Mg3(PO4)2x22H2O.
- Eritrin(erythrite) Co3(AsO4)2x8H2O.
- Hörsnesit Mg3(AsO4)2x8H2O.
- Köttigit Zn3(AsO4)2x8H2O.
- Maganhörnesit (Mg,Mn)3(AsO4)2x8H2O.
- Pakhomovskit Co3(PO4)2x8H2O.
- Paraszimplezit Fe2+3(AsO4)2x8H2O.
- Vivianit Fe3(PO4)2x8H2O.